# Cabeças Grotescas
Cabeças Grotescas é um desenho de Leonardo Da Vinci. É a mistura de caricatura com desenho (caricatura de reis).